# Лане, Джек
Джек Лане (швед. Jack Lahne; 24 октября 2001, Лусака, Замбия) — шведский футболист замбийского происхождения, защитник клуба «Амьен».

## Клубная карьера
Лане начал профессиональную карьеру в клубе «Броммапойкарна». 19 марта 2017 года в поединке Кубка Швеции против «Норрчёпинга» Джек дебютировал за основной состав. 17 июня в матче против ГАИСа он дебютировал в Суперэттан. 22 июля в поединке против «Отвидаберга» Джек забил свой первый гол за «Броммапойкарну». По итогам дебютного сезона Лане помог команде выйти в элиту. 16 апреля 2018 года в матче против «Хаммарбю» он дебютировал в Аллсвенскан лиге. 

## Международная карьера
В 2018 году в составе юношеской сборной Швеции Лане принял участие в юношеском чемпионате Европы в Англии. На турнире он сыграл в матчах против команд Словении, Норвегии и Португалии.